# Dębnik
Dębnik es una villa polaca, que cuenta con una población de aproximadamente 105 habitantes.